# Instituto de Pesquisa de Mídia do Oriente Médio
Middle East Media Research Institute (português: Instituto de Pesquisa de Mídia do Oriente Médio, MEMRI) é uma organização não governamental que monitoriza os meios de comunicação islâmicos no Oriente Médio. O objetivo declarado do MEMRI é “preencher a lacuna linguística entre o Médio Oriente e o Ocidente”.

## História
O Middle East Media Research Institute foi fundado em fevereiro de 1998 por Yigal Carmon, ex-coronel dos serviços de inteligência israelenses por 22 anos e então conselheiro de contraterrorismo dos primeiros-ministros israelenses Yitzhak Shamir e Yitzhak Rabin, em colaboração com o neoconservador israelense-americano Meyrav Wurmser, esposa do conselheiro de Dick Cheney, David Wurmser e membro do executivo político neoconservador americano. A sede da organização fica em Washington.
O MEMRI atraiu mais atenção da imprensa desde os ataques de 11 de setembro de 2001.
Em julho de 2013, o MEMRI traduziu o vídeo do YouTube de uma menina de 11 anos que luta contra o casamento forçado imposto às crianças no Iêmen.
Em dezembro de 2014, o Youtube desativou o canal MEMRI poucas horas após relatos de incitação ao ódio.

## Atividades
O MEMRI está sediada em Washington e possui escritórios em Jerusalém.
O MEMRI traduz para inglês, francês e espanhol conteúdo de mais de uma centena de canais de televisão e imprensa do Oriente Médio em árabe, persa, urdu, pashto e dari. O MEMRI pretende assim dar a conhecer este conteúdo a um público ocidental que não domina estas línguas. Seu canal de televisão, MEMRI TV, tem como objetivo monitorar os principais canais de televisão árabes e iranianos e legendar trechos. O MEMRI traduz apenas excepcionalmente trechos da imprensa hebraica, já que os meios de comunicação israelenses têm uma versão em inglês. O registo para informação é gratuito, sujeito a inscrição online.
O MEMRI promove um Islão tolerante ao seleccionar passagens que pregam um Islão moderado.
O MEMRI não aceita financiamento de nenhum governo, mas recebe financiamentos do governo dos Estados Unidos. Opera como uma organização “independente, apartidária e sem fins lucrativos” e tem estatuto de isenção fiscal ao abrigo da legislação dos EUA. A organização é financiada por 250 doadores e algumas fundações.

## Controvérsias
Vincent Cannistraro, antigo chefe de contra-espionagem da CIA, descreve o MEMRI como “propagandistas ao serviço da sua ideologia, que está localizada na extrema direita do Likud”.
Brian Whitaker, editor do jornal The Guardian para o Médio Oriente, acusa o MEMRI de “apresentar-se como um instituto de investigação quando é essencialmente uma operação de propaganda”. Whitaker afirmou anteriormente que o papel do MEMRI era "promover a agenda política de Israel" e criticou o instituto por não mencionar no seu website que o seu presidente fundador era um antigo coronel da inteligência israelita.
William Rugh, ex-embaixador dos EUA no Iémen e nos Emirados Árabes Unidos, diz que não apresenta o ponto de vista árabe. Para ele, os seus proprietários são pró-israelenses e anti-árabes que querem mostrar que os árabes odeiam os judeus e o Ocidente, que incitam à violência e recusam qualquer solução pacífica para o problema palestino.
Por outro lado, Bernard Lewis, professor emérito de estudos do Médio Oriente na Universidade de Princeton, chamou o MEMRI de “indispensável”. O colunista do New York Times, Thomas Friedman, chama o MEMRI de uma fonte “inestimável” de informação. No Jerusalem Post em francês, a jornalista e diretora do departamento europeu do MEMRI Nathalie Szerman afirma que “o MEMRI foi o primeiro a dar uma plataforma às vozes progressistas árabes e iranianas que lutavam para serem ouvidas”.
Alguns observadores criticam-na por se apresentar como uma organização neutra, embora, segundo eles, pretenda apresentar o mundo árabe e muçulmano sob uma luz negativa, produzindo e divulgando traduções incompletas e traduzindo selectivamente os pontos de vista dos extremistas, ao mesmo tempo que minimiza ou ignorando as opiniões dominantes.